# 小牧市南部コミュニティセンター・小牧南児童館

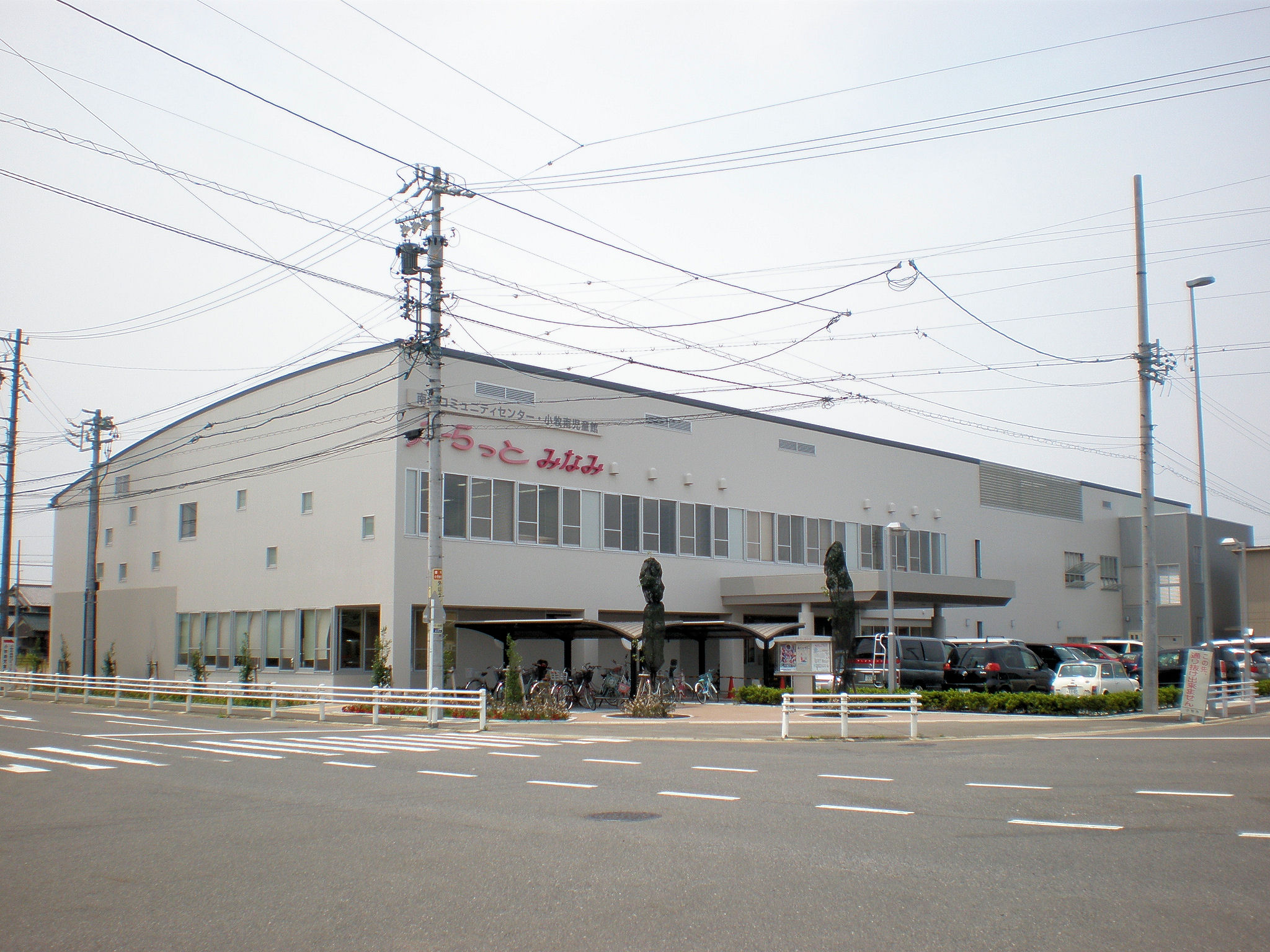
ふらっとみなみ

小牧市南部コミュニティセンター・小牧南児童館（こまきしなんぶコミュニティセンター・こまきみなみじどうかん）は、愛知県小牧市にある複合施設。

## 概要
愛称は「ふらっとみなみ」。平成21年（2009年）4月4日にオープンした。指定管理者は小学館集英社プロダクションとトーエネックグループ。施設内には市民の交流などを目的とした施設（コミュニティセンター）や児童館などがある。建物は鉄骨造りの2階建てで、敷地面積は2244.11平方メートル。なお、この施設のオープンと同時に、同施設南にあった児童館（旧・小牧南児童館）は閉鎖された。

## 所在地
- 愛知県小牧市大字北外山1187番地

## 交通手段
- こまき巡回バスの「南部コミュニティセンター前」停留所下車。

## 周辺
- 妙蔵寺
- 薬師寺
- フィール小牧店
- 北外山城（北外山砦）
- 愛知県道102号名古屋犬山線（旧・木曽街道）
- 敬法寺
- 妙楽寺
- 外山幼稚園
- 八幡神社
- 名鉄小牧線 間内駅

## 公式サイト
- ふらっとみなみ 小牧市南部コミュニティセンター・小牧南児童館